# Jacques Koechlin
Pour les articles homonymes, voir Koechlin.
Jean-Jacques Koechlin, prononcé ke'klɛ̃, (Mulhouse, 10 mars 1776 - Mulhouse, 16 novembre 1834), est un industriel du textile et homme politique français qui fut maire de Mulhouse à deux reprises, également député du Haut-Rhin.

## Biographie
Petit-fils de Samuel Koechlin (cofondateur de l'industrie textile mulhousienne en 1746) et frère de Nicolas Koechlin, Jacques Koechlin s'associa à ce dernier dans l'entreprise familiale d'indiennage.
Nommé maire de Mulhouse en 1814 et reconduit pendant les Cent-Jours, il démissionna à la Restauration, mais fut renommé à ce poste entre 1819 et 1820.
Il créa à ses frais un orphelinat communal en 1819.

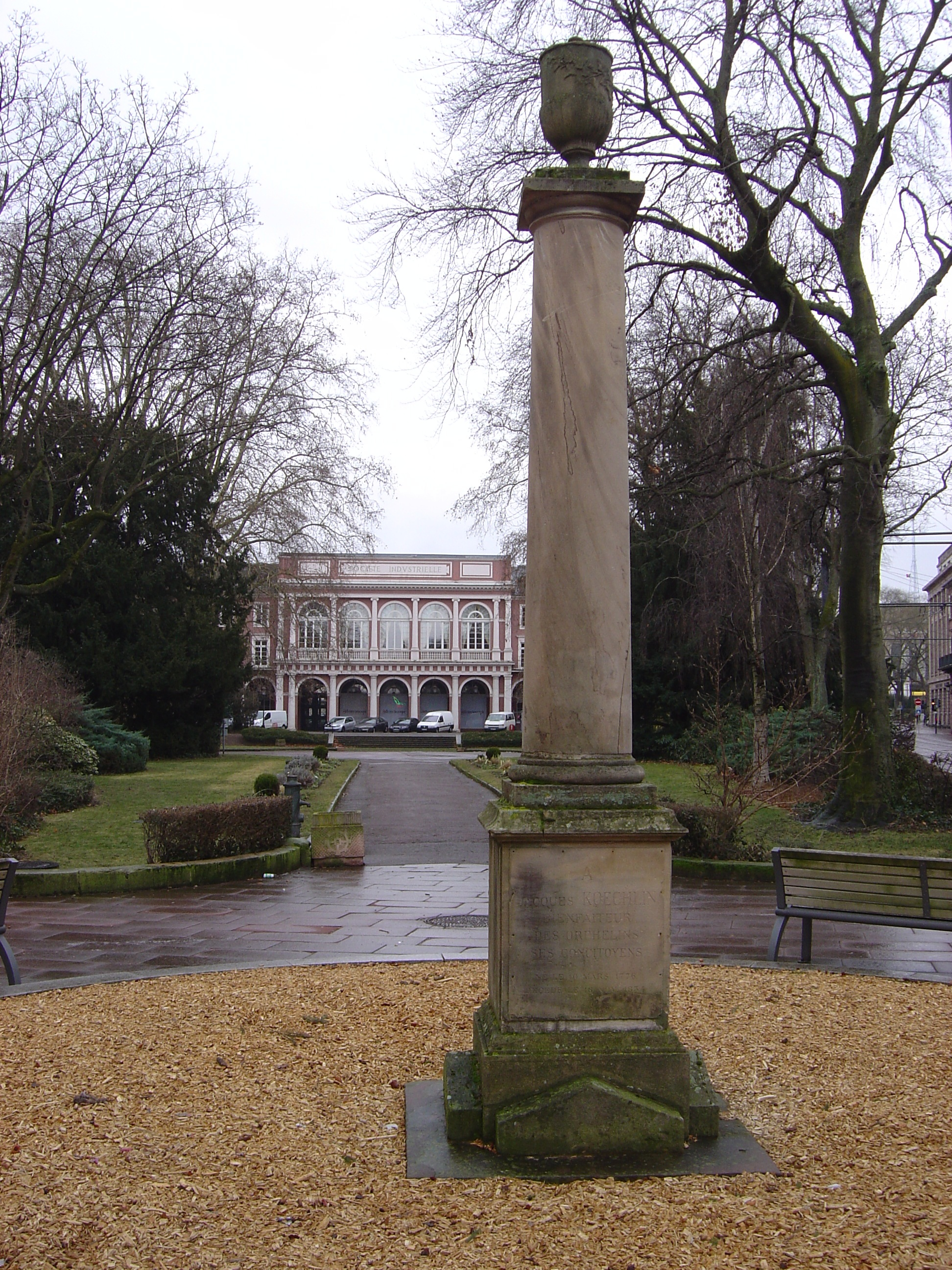
Monument élevé à Mulhouse en 1835 à la mémoire de Jacques Koechlin.

Élu député en 1820, il siégea parmi la gauche libérale, dont il fut un des principaux leaders. À ce titre, il prit part, avec Voyer d'Argenson, au complot libéral du colonel Caron (19 août 1820).
Il participa également au complot avorté de Belfort (1er - 2 janvier 1822), qui devait le porter au gouvernement, et dont il protégea l'instigateur, La Fayette, en faisant disparaître la voiture qui prouvait l'implication du général dans cette conjuration.
En juillet de la même année, une nouvelle tentative de Caron se solda par l'arrestation puis l'exécution du colonel (1er octobre 1822). Indigné par le fait que la garnison de Colmar avait joué un double jeu en ne faisant que semblant de se mutiner pour compromettre Caron et ses complices libéraux, Koechlin (réélu en mai) tenta de protester à la Chambre et fit publier une brochure intitulée Relation historique des événements qui ont précédé, accompagné et suivi l'arrestation du lieutenant-colonel Caron. 
Ses accusations, jugées séditieuses, lui valurent d'être condamné par la Cour royale de Paris en juillet 1823 à une peine de prison à Sainte-Pélagie (ramenée en appel d'un an à six mois) et à une lourde amende (payée par une souscription patriotique) pour crime de lèse-majesté.
À sa sortie de prison, il fut célébré en héros par ses concitoyens et triomphalement réélu député en mars 1824. Il continua à siéger à gauche, combattant le gouvernement Villèle, jusqu'à sa démission, en 1826.
Quelques mois après sa mort, la municipalité de Mulhouse lui érigea une colonne commémorative (visible de nos jours dans le square de la place de la Bourse, entre les cafés Moll et Rey).
Deux de ses cousins, André Koechlin et Joseph Koechlin-Schlumberger, de même qu'un de ses neveux, Émile Koechlin, devinrent maires de Mulhouse après lui.

## Pour approfondir